# Klaus Werner (Botaniker)
Klaus Werner (* 19. November 1928 in Landeshut, Schlesien; † 12. April 2013 in Halle (Saale)) war ein deutscher Botaniker. Seine Spezialgebiete waren Geobotanik und Systematik (Biologie).
Sein botanisches Autorenkürzel lautet „K.Werner“.

## Leben
Klaus Werners Vater war Druckereibesitzer und Zeitungsverleger. Nach der 4. Oberschulklasse diente er an der schweren Flak als Luftwaffenhelfer, zunächst mit 15 Jahren in Berlin, später in Oberschlesien. Am 22. Januar 1945 wurde er durch Granatsplitter an beiden Beinen verletzt und blieb im Lazarett in der Wittekindschule in Halle bis zum 26. Februar 1946. Die Schulausbildung beendete er 1946 an den Franckeschen Stiftungen in Halle zunächst ohne Abschluss. Daher wurde ihm der Zugang zum Studium verwehrt.
1958 heiratete Werner die landwirtschaftlich-technische Assistentin Irene Telle. Irene und Klaus Werner hatten drei Kinder. 1958 sollte Werner wegen staatsfeindlicher Äußerungen aus dem Staatsdienst entlassen werden, wurde aber nach Intervention durch Hermann Meusel am 1. September 1959 als wissenschaftlicher Mitarbeiter der Universität Halle bestätigt.

## Schaffen
Bis 1951 hatte er eine Stelle als technische Hilfskraft am Institut für Kulturpflanzenforschung in Gatersleben inne. Dort war das durch Hans Stubbe in Wien gegründete Institut der Kaiser-Wilhelm-Gesellschaft neu gegründet worden. Im Mai 1947 wurde Klaus Werner mit Befürwortung durch Hans Stubbe zum Vorsemester der halleschen Universität zugelassen, bestand im August 1948 das Abitur und begann das Biologie-Studium. Bereits zu Studienbeginn arbeitete er als Hilfsassistent bei dem Dozenten Werner Rothmaler in Vorlesungen, Bestimmungsübungen und bei Exkursionen.
Seine Diplomarbeit bei Hermann Meusel verfasste Werner unter dem Titel Die Wuchsformen der Gattung Isoplexis Lindl. ex Benth. 1954 in Halle. Er erhielt eine halbe Stelle am Institut für Systematik und Pflanzengeographie und widmete sich dem wertvollen Herbarium. Es befand sich in schlechtem Zustand, die ca. 50.000 Kryptogamen waren ungeordnet, die ca. 170.000 Bögen weitgehend ungeordnet. In Anerkennung seiner Arbeit wurde Werner zum wissenschaftlichen Mitarbeiter des Instituts benannt. In seinem zweiten Bericht zum Herbarium 1988 bezifferte er den Bestand auf 420.000 Exemplare.
Seine Dissertation zum Thema Wuchsform und Verbreitung als Grundlagen der taxonomischen Gliederung von Digitalis L. erfolgte 1961 an der Universität Halle. Sie bildet die Grundlage zur Kenntnis bei Fingerhüten und wurde 2003 durch molekulartaxonomische Untersuchungen der DNA im Wesentlichen durch Günther Heubl bestätigt. Ab 1961 beschäftigte sich Werner mit taxonomischen Bearbeitungen der Gattung Carlina. 1968 erhielt er ein vierteljährliches Stipendium zu Aufenthalten in Royal Botanic Gardens (Kew) und Edinburgh und bearbeitete dort die Gattung Cirsium. Zuhause führte er die Arbeiten für die „Flora Europaea“ fort. 1969 wurde er zum Kustos des Herbariums ernannt und er bearbeitete die Bände 2 bis 4 der von Rothmaler begründeten „Exkursionsflora von Deutschland“.
Über 30 Jahre standen neben wissenschaftlichen Untersuchungen die botanischen Bestimmungsübungen und Exkursionsbetreuungen im Mittelpunkt seines Interesses. 1989 wurde Werner Invalidenrentner, betreute das Herbarium aber bis zu seiner Berentung 1. Dezember 1993, sein Nachfolger wurde Uwe Braun. Im Ruhestand verbesserte Werner besonders die „Exkursionsflora“.

## Publikationen
- K. Werner[1]: Das Herbarium der Botanischen Anstalten der Martin Luther Universität HalleWittenberg. In: Wissenschaftliche Zeitschrift der Universität Halle, Math.-Nat. Reihe 4, 1955, S. 775–778.
- K. Werner: Zur Nomenklatur und Taxonomie von Digitalis L. In: Botanische Jahrbücher für Systematik, Pflanzengeschichte und Pflanzengeographie 79, 1960, S. 218–254.
- H. Meusel, K. Werner: Über die Gliederung von Carlina acaulis L. und Carlina vulgaris L. In: Wissenschaftliche Zeitschrift der Universität Halle, Math.-Nat. Reihe 11, 1962, S. 279–292.
- K. Werner: Die kultivierten Digitalis Arten. In: Die Kulturpflanze, Beiheft 3, 1962, S. 167–182.
- H. Meusel, K. Werner: Carlina. In: W. Rothmaler: Exkursionsflora von Deutschland. Bd. 4, Kritischer Ergänzungsband. 1. Aufl., Berlin 1963, bis 8. Aufl. Jena, Stuttgart 1994.
- K. Werner: Die Verbreitung der Digitalis Arten. In: Wissenschaftliche Zeitschrift der Universität Halle, Math.-Nat. Reihe 13, 1964, S. 453–486.
- K. Werner: Kurze Anleitung zur Anlage eines Herbariums. In: Arbeitsgemeinschaft Mitteldeutscher Floristen. Halle 1964.
- K. Werner: Taxonomie und Phylogenie der Gattungen Isoplexis (Lindl.) Benth. und Digitalis L. In: Feddes Repertorium 70, 1965, S. 109–135.
- K. Werner: Die Wuchsformen der Gattungen Isoplexis (Lindl.) Benth. und Digitalis L. In: Botanische Jahrbücher für Systematik, Pflanzengeschichte und Pflanzengeographie 85, 1966, S. 88–149.
- K. Werner: Cirsium. In: V. H. Heywood (Hrsg.): Not. Syst. Fl. Europ. n. 16. Bot. Journal of the Linnean Society, Botany 70, 1975, S. 18–19.
- K. Werner: Cirsium, Picnomon, Notobasis, Ptilostemon, Lamyropsis. In: T. G. Tutin et al. (Hrsg.): Flora Europaea. Vol. 4, Cambridge 1976, S. 232–244.
- W. Hilbig, K. Werner: Zur Flora des Südteils des NSG „Ostufer der Müritz“. In: Wissenschaftliche Zeitschrift der Universität Halle, Math.-Nat. Reihe 26, 1977, S. 121–146.
- K. Werner: Anleitung zur Anlage eines Herbariums. In: Mitteilungen zur floristischen Kartierung, Halle 3, 1978, S. 4–13.
- F. Ebel, K. Werner: Über Wuchsform, Entwicklung und Jahresrhythmik von Aetheorhiza bulbosa. In: Flora 167, 1978, S. 283–288.
- H. Meusel, K. Werner: Cucubalus, Silene, Lychnis, Agrostemma. In: G. Hegi (Hrsg.): Illustrierte Flora von Mitteleuropa. 2. Aufl. Bd. III/2, S. 1038–1182. Berlin, Hamburg 1978–1979.
- K. Werner: Zur Typisierung von Carex rosea Schkuhr ex Willd. In: Taxon 29, 1980, S. 685–687.
- F. Ebel, F. Kümmel, K. Werner: Notizen über die Lebensdauer einiger makaronesischer und mediterraner Pflanzensippen. In: Wissenschaftliche Zeitschrift der Universität Halle, Math.-Nat. Reihe 31, 1982, S. 53–60.
- F. Ebel, K. Werner: Wuchsform und Rhythmik einiger Stauden des kanarischen Lorbeerwaldes. In: Flora 172, 1982, S. 193–210.
- K. Werner: Chamisso als Botaniker. Kritische Anmerkungen zu einem Buch. In: Flora 178, 1986, S. 203–207.
- K. Werner: Zur Geschichte des Herbariums der Martin Luther Universität Halle-Wittenberg nebst Anmerkungen zu einigen Sammlern. In: Hercynia, N.F. 25, 1988, S. 11–26.
- K. Werner: Viola kitaibeliana Schultes auf der Schwellenburg bei Erfurt – ein Neufund für die DDR. In: Hercynia, N.F. 25, 1988, S. 124–125.
- K. Werner, F. Ebel: Zur Lebensgeschichte der Gattung Helleborus L. In: Flora 189, 1994, S. 97–130.
- K. Werner: Mitarbeit in: Meusel, H. & Kästner, A. (Hrsg.): Lebensgeschichte der Gold- und Silberdisteln. Monographie der mediterran-mitteleuropäischen Compositen-Gattung Carlina. Bd. 2, Wien 1994.
- K: Werner: Bestimmungsschlüssel. In: A. Kästner, E. J. Jäger, R. Schubert: Handbuch der Segetalpflanzen Mitteleuropas. S. 28–70. Wien, New York 2001.
- K. Werner: Zur Nomenklatur einiger Arten und Unterarten. Kommentare zur Neubearbeitung der Exkursionsflora von Deutschland, Band 4 (Kritischer Band). 3. Schlechtendalia 8, 2002, S. 1–13.
- Klaus Werner: Kommentare zur Neubearbeitung der Exkursionsflora von Deutschland, Band 4 (Kritischer Band) 3. Zur Nomenklatur einiger Arten und Unterarten. In: Schlechtendalia 8, 2013, S. 1–13.